# Energie vakua
Teorie, že vakuum má energii, vychází z Heisenbergova principu neurčitosti,[zdroj⁠?!] z toho, že ve vakuu může vzniknout částice a její antičástice, které okamžitě zase zaniknou bez produkce energie.
Pokud je vytvořen experiment, kdy jsou velmi blízko sebe ve vakuu umístěny dvě vodivé destičky, tak v prostoru mezi nimi nemohou vznikat libovolné částice, ale jejich energie závisí na vzájemné vzdálenosti destiček (Casimirův jev).
Je to proto, že každé částici také odpovídá vlna, stejně jako u světla platí dualita částice a vlnění. A vlna odpovídající menším energiím se mezi tyto destičky nevejde. Čím jsou destičky blíž, tím se zmenšuje množina možných energií částic, takže celková energie prostoru mezi destičkami je menší než energie běžného vakua. Takže buď je energie vakua nulová a energie prostoru mezi destičkami záporná, nebo je energie vakua nenulová.